# Tiruvaca falcata
Tiruvaca falcata är en fjärilsart som beskrevs av Arnold Pagenstecher 1886. Tiruvaca falcata ingår i släktet Tiruvaca och familjen nattflyn. Inga underarter finns listade i Catalogue of Life.